# يعقوب الفرحان
يعقوب الفرحان (7 ديسمبر 1982 -)، ممثل سعودي. بدأ العمل الفني بالمسرح عام 2007 واعتبر ظاهرة مسرحية منذ اللحظة الأولى، ولكن ظهوره التلفزيوني كان أكثر تأنياً حتى جاء العام 2012 الذي شهد بروزه. وتزوج من المغنية اللبنانية ليلى اسكندر ولهما ابن اسمه يوسف.

## أعماله

### من المسرحيات
- 2008: وجبة سريعة.
- 2008: سر الحياة.
- 2008: المحظوظ.
- 2010: السيمفونية الثانية.
- 2010: طرفة بن العبد.
- 2011: زهير بن أبي سلمى.
- 2012: حكاية لعبة.

### في التلفزيون
- 2009: العودة إلى الحياة
- 2010: بيني وبينك 4.
- 2011: أم الحالة 2.
- 2012: ملحق بنات.
- 2012: لعبة المرأة رجل.
- 2015: مبتعثات.
- 2016: حارة الشيخ.
- 2017: غرابيب سود.
- 2018: بدون فلتر.
- 2019: العاصوف. شارك في مسلسل العاصوف بدور جهيمان العتيبي وكسب شهرة واسعة.
- 2019: الديفا.
- 2020: وصية بدر.
- 2021: رشاش.
- 2021 فندق الأقدار

### في السينما
- 2019: سيدة البحر.[4]

- 2019: المسافة صفر.[5]
- 2022: رقم هاتف قديم.[6]
- 2023: نورة .[7]

### أهم الجوائز الدولية
- جائزة التميز في التمثيل مهرجان الجنادرية للمسرح بالسعودية.
- أفضل ممثل في مهرجان أصيلة الدولي لمسرح الطفل بالمغرب.
- أفضل ممثل في مهرجان فاس الدولي للمسرح بالمغرب.
- جائزة أفضل ممثل عن فئة المسلسلات لمشاركته في رشاش مهرجان "Joy awards“ 2022[8]

| السنة | الجائزة                         | الفئة                                | العمل                           | النتيجة | مصدر  |
| ----- | ------------------------------- | ------------------------------------ | ------------------------------- | ------- | ----- |
| 2022  | جائزة صناع الترفيه (جوي أواردز) | جائزة الممثل المفضَّل عن فئة المسلسلات | عن دور رشاش في عمل "مسلسل رشاش" | فوز     | [ 8 ] |

## روابط خارجية
- يعقوب الفرحان على موقع IMDb (الإنجليزية)
- يعقوب الفرحان على موقع قاعدة بيانات الأفلام العربية
- يعقوب الفرحان على موقع قاعدة بيانات الفيلم (الإنجليزية)